# Subtropischer Sturm Andrea
Subtropischer Sturm Andrea war ein subtropischer Zyklon und erste benannte Sturm der atlantischen Hurrikansaison 2007. Er entwickelte sich am 9. Mai aus einem ursprünglich nichttropischen Tiefdruckgebiet, etwa 240 km nordöstlich von Daytona Beach, Florida, drei Wochen vor dem offiziellen Beginn der Hurrikansaison. Nachdem der Sturm auf trockene Luft und stärker gewordene vertikalen Windscherungen getroffen war, schwächte er sich am 10. Mai zu einem subtropischen Tiefdruckgebiet ab und wurde fast stationär. Am Morgen des 11. Mai setzten das National Hurricane Center seine Wetterwarnungen hinsichtlich Andrea nicht mehr fort. Der Sturm verursachte entlang der Küste von Florida bis North Carolina heftigen Wellengang sowie Küstenerosion und einigen Sachschaden. Sechs Personen sind infolge des Sturmes ertrunken.
Andrea war der erste Sturm, der sich seit dem Tropischen Sturm Ana im April 2003 vor Beginn der offiziellen Hurrikansaison bildete und auch der erste benamte Sturm in einem Mai seit Arlene im Jahre 1981.

## Sturmverlauf

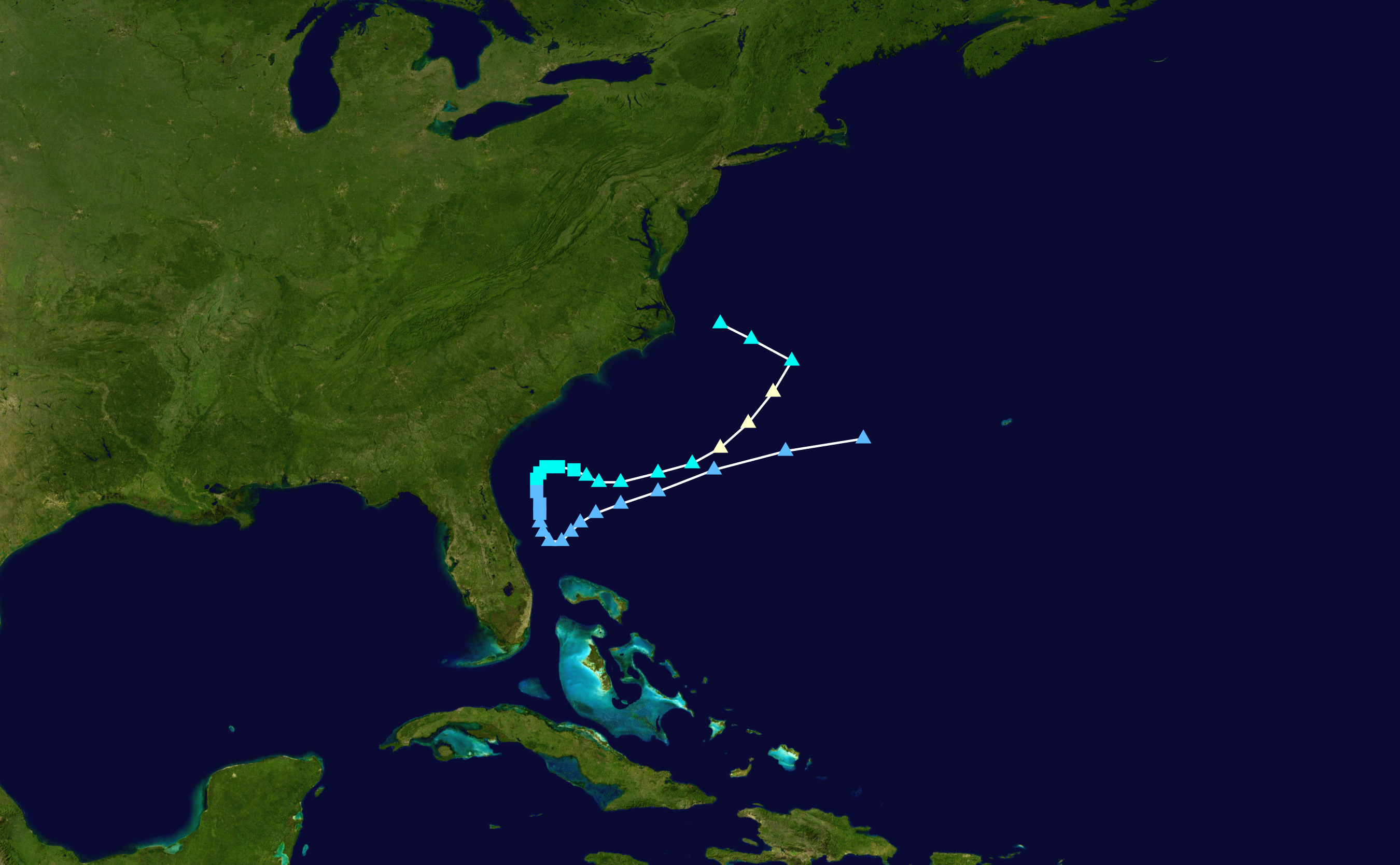
Pfad des Sturmes

Anfang Mai geriet eine Hochdruckrinne in der Höhe südwärts in den westlichen Atlantischen Ozean und führte auf seiner Rückseite eine Kaltfront nach Süden. Für einige Tage nahmen die Wettervorhersagemodelle an, dass sich die Rinne in ein geschlossenes Tiefdruckgebiet entwickelt, und am 6. Mai entwickelte sich etwa 140 km östlich von Cape Hatteras ein solches mit einer großen und gut entwickelten Zirkulation. Das Tief unterhielt ausreichend Konvektion und im Zusammenspiel mit dem starken Hochdruckgebiet in seinem Norden rief ein kompaktes Druckgefälle Sturmböen in der Nähe der Küste hervor. Der außertropische Sturm nahm Kurs nach Südosten und drehte später nach Südwesten und der Luftdruck sank stetig ab. Am 7. Mai erreicht Andrea Böen in Hurrikanstärke. Durch das Fehlen tropischer Feuchtigkeit war die zugehörige Konvektion minimal und zerstreute sich.
Das National Hurricane Center zog erstmals am 8. Mai die Möglichkeit einer tropischen Zyklogenese in Betracht, als sich Andrea 370 km ostsüdöstlich der Küste von South Carolina befand. Die Konvektion hatte stetig zugenommen, als sich das System mit 8–16 km/h westwärts bewegte. Es änderte sich während des Tages kaum, obwohl am folgenden Morgen die Hurrikanexperten feststellten, dass das Tief Eigenschaften eines subtropischen Sturmes anzunehmen begann, als es über wärmer werdendes Wasser bewegte. Am frühen 9. Mai ergab ein Aufklärungsflug in das System andauernde Windgeschwindigkeiten von 70 km/h pro Stunde und einen flachen thermischen Kern. Dies wies darauf hin, dass das System weder ein tropischer Wirbelsturm noch eine außertropische Zyklone war. Zusätzlich ergab die Auswertung der Satellitenaufnahmen eine Konsolidierung der Konvektion in der Nähe des Zentrums sowie Zeichen einer Ausströmung in der Höhe und ein Zusammenziehen des Radiusses der maximalen Windstärke von zuvor mehr als 185 km auf nur noch etwa 120 km. Basierend auf diesen Beobachtungen und der hybriden Struktur des Systems klassifizierte das National Hurricane Center das Tiefdruckgebiet am 9. Mai um 15:00 UTC als Subtropischer Sturm Andrea. Das System hatte sein Zentrum zu dem Zeitpunkt etwa 240 km nordöstlich von Daytona Beach in Florida. Aufgrund einer durchgeführten Analyse des Sturmes vermuteten die Wetterforscher, dass sich der Sturm neun Stunden früher in einen subtropischen Wirbelsturm gewandelt hatte. Andrea wurde das erste System seit dem Tropischen Sturm Ana im April 2003, das sich vor dem offiziellen Beginn der atlantischen Hurrikansaison entwickelte. Gleichzeitig war Andrea seit dem Tropischen Sturm Arlene im Jahre 1981 der erste benamte Sturm in einem Mai.
Ab dem Moment, als Andrea ein subtropischer Wirbelsturm wurde, war der Sturm in eine große, nahezu stationäre Tiefdruckrinne eingebettet, was zu einer Bewegung in westlicher Richtung führte. Als Andrea über ein Gebiet geriet, in dem die Oberflächentemperatur des Meerwassers nicht mehr als 25 °C betrug, zerstreute sich die Organisationsstruktur des Systems und die Konvektion nahm bedeutend ab. In der Frühe des 10. Mai befand sich der Großteil des mit Andrea verbundenen Wetters östlich des Zyklons, innerhalb einer Bandstruktur mit leichter Konvektion aufgrund einer kurzen Periode westlicher vertikaler Windscherung. Außerdem hatte der Aufbau des Zirkulationszentrums gelitten, weil sich innerhalb der großen Zirkulation mehrere kleinere Wolkenwirbel gebildet hatten. Dies und zunehmende Windscherungen in Verbindung mit trockener Luft, welche die Konvektion unterdrückte, verursachten etwas später an diesem Vormittag eine Schwächung des Sturmes. Gegen 15:00 UTC am 10. Mai waren in der Nähe des Zentrums nur wenige Gewitter übrig geblieben und deswegen stufte das NHC Andrea zu einem subtropischen Tiefdruckgebiet herab. Obwohl einige wenig dauerhafte Gewitter im östlichen Halbkreis überdauerten, war das System schlecht organisiert und schwach. Weil seit achtzehn Stunden eine wesentliche tiefe Konvektion fehlte, hat das National Hurricane Center am Morgen des 11. Mai die Wetterwarnungen nicht mehr fortgesetzt, als das System etwa 125 km nordöstlich von Cape Canaveral in Florida war. Etwas später am selben Tag, als das System nach Süd-Südosten zog, begann die Konvektion über dem Zentrum erneut. Es fehlte jedoch eine ausreichend starke Organisation, um als tropischer Zyklon zu gelten. Bis zum 12. Mai hat sich die Schauertätigkeit zum Großteil auf die Ostseite des Systems verlagert und das National Hurricane Center stellte fest, dass eine kleine Zunahme der Konvektion zur Bildung eines tropischen Tiefdruckgebietes führen würde. Andrea beschleunigte in ostnordöstlicher Richtung, vom Festland der Vereinigten Staaten weg, ohne sich neuzuentwickeln und nachdem das System über kälteres Wasser geriet, verschmolzen die Überbleibsel von Andrea am 14. Mai mit einer herannahenden Kaltfront.

## Vorbereitungen
Aufgrund der hohen Brandung des vorangehenden Tiefs hatte das zuständige Büro des National Weather Service eine Warnung für den größten Teil der Küste zwischen Florida und North Carolina ausgegeben. Von der Aufstufung zum subtropischen Sturm an verkündete das National Hurricane Center eine Vorwarnung vor einem tropischen Sturm für das Gebiet von der Mündung des Altamaha River in Georgia nach Süden bis nach Flagler Beach in Florida. Diese Vorwarnung wurde widerrufen, als Andrea sich zu einem subtropischen Tiefdruckgebiet abschwächte. Eine Warnung vor Böen war für die Küste South Carolinas ausgegeben worden.
In Isle of Palms in South Carolina füllten Freiwillige und Feuerwehrleute Sandsäcke, um auf eine hohe Flut vorbereitet zu sein, nachdem die durch den Sturm verursachte Brandung zuvor leichte Stranderosionen verursacht hatten. Als Vorsichtsmaßnahme unterbrachen die Verantwortlichen Strom- und Gasversorgung für mehrere nicht bewohnte Gebäude. Die Schulen im Dare County in North Carolina wurden wegen der drohenden Starkwinde geschlossen. Das North Carolina Department of Transportation stellte auch die Fährverbindungen von und nach Ocracoke Island und Knotts Island ein.

## Auswirkungen

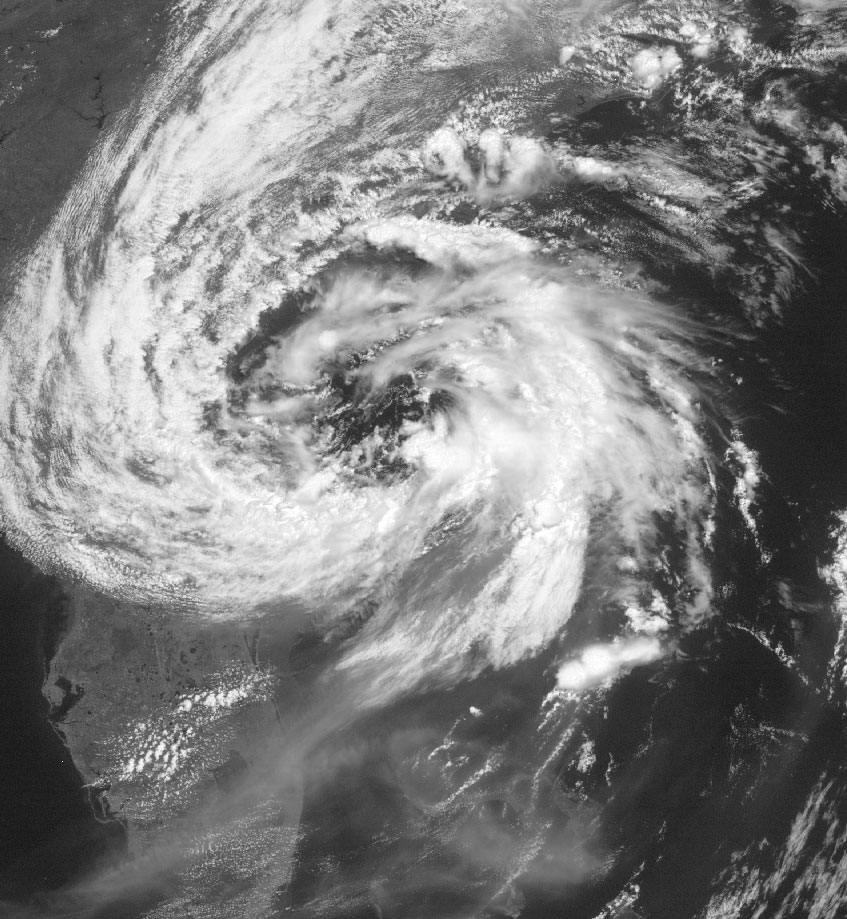
Subtropischer Sturm Andrea kurz nach der Klassifizierung als Sturm.

Bevor Andrea ein subtropischer Wirbelsturm wurde, hat das Tiefdruckgebiet Sturmböen und gefährlichen Wellengang entlang der Küsten zwischen North Carolina und Georgia verursacht, die später auch die Küste Floridas betrafen. Wesentliche Wellen wurden auch auf den Bahamas beobachtet. Die Wellen verursachten Stranderosion und spülten gegen Küstensiedlungen entlang der amerikanischen Ostküste.
Vor der Küste von North Carolina verursachte der Sturm Wellengang in Höhe von 10 m und sturmstarke Wind, die drei Boote beschädigten, sodass deren Besatzung durch die Küstenwache gerettet werden mussten. Ein weiteres Boot und die vier Personen seiner Besatzung wurden vermisst gemeldet und die Suche der Küstenwache nach zwölf Tagen ohne Ergebnis abgebrochen. Zwei Kajakfahrer ertranken in der Nähe von Seabrook Island. Einer von ihnen wurde am nächsten Tag gefunden und der Leichnam des anderen eine Woche später.
Am Ufer erreichte der Wind eine Geschwindigkeit von 84 km/h in Norfolk, mit unbestätigten 92 km/h in der Nähe von Virginia Beach. Ähnliche Beobachtungen wurden entlang der Outer Banks gemacht, wo der Wind einige Bäume umknickte und dadurch Stromleitungen unterbrach; einige begrenzte Stromausfälle waren damit verbunden. In Elizabeth City in North Carolina brachte der Rand eines Regenbandes innerhalb von zwei Stunden 10 mm Niederschlag und Blitzeinschläge; durch einen davon wurden zwei Feuerwehrleute verletzt. Die Winde beschädigten Häuserdächer und bedeckten Abschnitte des North Carolina Highway 12 mit Sand. Die Straße musste für einen Tag gesperrt werden, weil der Sturm etwa 60 m der Fahrbahn unterspült hatte. An manchen Stellen erodierte der Sturm bis zum sechs Meter des Ufers, wodurch 70 Häuser in unmittelbare Gefahr gerieten. Auf St. Simons Island in Georgia verursachte der Sturm eine Sturmflut von 2,43 m über normal. Die aufgezeichneten Regenfälle betrafen die südöstliche Ecke des Staates.
In Florida brachte die über drei Meter hohe Brandung in der Nähe von Lantana ein Boot zum Kentern; die beiden Personen an Bord konnten unverletzt gerettet werden. Außerdem spülten die Wellen ein Segelboot weg, das zuvor in Juno Beach ans Ufer geworfen worden war. Hohe Wellen überfluteten einen Parkplatz und zerstörten Zäune und Baumhecken in Jupiter; in der Nähe wurde ein Unterhaltschuppen zerstört. Acht Nester der Lederschildkröte in Boca Raton wurden vernichtet, als die Brandung die Dünen erreichten. Wegen der hohen Wellen musste der Beach-Pier in Flagler Beach für einen Tag geschlossen werden. Geringe bis mittlere Küstenerosion veranlasste das Florida Department of Transportation, Gebiete entlang der Küstenmauer mit Sand aufzufüllen. Ein Surfer ertrank in der hohen Brandung vor der Küste von New Smyrna Beach im Volusia County. Die äußere Bandstruktur verursachte leichte Regenfälle, deren Maximum mit rund 20 mm im Verantwortungsbereich des National Weather Services in Jacksonville auftrat. Die Böen erreichten im Nordosten des Staates die Stärke eines tropischen Sturms. Die Winde verbreiteten den Rauch von lokalen Waldbränden über das Gebiet von Tampa Bay bis nach Miami und fachten die schweren Buschbrände im Norden Floridas und Süden Georgias an.